# Jane’s Defence Weekly
Jane’s Defence Weekly (JDW) — еженедельный журнал под редакцией Питера Фелстеда, пишущий на военную и коммерческую тематику. Является подразделением Jane's Information Group, которая в настоящее время принадлежит IHS.
Журнал стал известен в 1985 году, когда в нём была опубликована фотография со спутника KH-11 KENNAN, на которой был изображён строящийся советский авианосец «Леонид Брежнев» (сейчас — «Адмирал флота Советского Союза Кузнецов»).